# KBBY
KBBY（けーびーびーわい）は、日本のお笑いコンビ。元よしもとクリエイティブ・エージェンシー所属。
東京NSC13期生。

## メンバー
山﨑 恵（やまさき けい、1982年6月13日 - ）
本名同じ。千葉県柏市出身。
早稲田大学第一文学部卒業。コンビを結成する前（NSC入学前）、早稲田大学のお笑いサークルの公演に出演歴がある。
解散後は、芸名を山﨑 ケイと改名して1期後輩の元ヒダリウマの山添寛と相席スタートと言うコンビで活動している。
BB（びーびー、1983年10月9日 - ）
本名は馬場 千晶（ばば ちあき）。奈良県奈良市出身。大阪女子学園高等学校卒業。
阿部サダヲに似ているとブログで良く言っている。
1年ほどマヂカルラブリーの村上と交際していた。
解散後は、芸人を引退。

## 概要
コンビ名の由来は、山﨑のイニシャルKYと、その相方のBBを組み合わせたもの。漫才とコントどちらも扱う。ガールズトークの要素をもとに構成した芸風が中心だった。漫才では二人ともに「中途半端なルックス」と名乗り、山﨑が後にブレイクするきっかけとなる「ちょうどいいブス」のネタはKBBY時代から使っていた。ライブにおいては主にOL同士の日常会話に着想を得たネタが多い。テレビでは、お互いの過去を暴き笑いを取る。
M-1グランプリ2010にて3回戦進出。2012年11月16日、それぞれ自身のブログにて、同年11月30日をもって解散する事を発表。
山﨑は2013年3月から、1期後輩の元ヒダリウマの山添寛とコンビ「相席スタート」を結成。
馬場は芸人を引退し、結婚して北海道札幌市に在住。2016年から一時期札幌市のお笑い事務所LOLに所属し、元札幌吉本の平沢騎士と「Candy Blossom」というユニットで活動したり（そこでの芸名は「ババイヤ・キャリー」）、ローカル番組『平岸我楽多団』にゲスト出演したこともある（その際は馬場千晶名義）。

## ネタ一覧

### コント
- 銀行強盗
- ほめ部
- 喫煙所
- 深夜のコンビニ
- 落ちこぼれ女子大生

### 漫才
- 合コン必勝法
- 見定め
- もてる下ネタ
- 抱かれたい男

## 出演

### テレビ
- エンタの神様（日本テレビ）- 2009年12月12日初出演、「ホメ部」のネタで登場。キャッチコピーは「ブサイクな過去」。
- オンバト+（NHK総合）戦績0勝1敗 最高261KB
- ピロロン学園（日本テレビ）- 2012年6月27日
- 新進気鋭（日本テレビ）- 2012年8月11日

### ラジオ
- エド・はるみの私にプラス〜夢をかなえるカウンセリング〜（ニッポン放送、「上柳昌彦 ごごばん!」内） - 2012年5月7 - 11日・6月4 - 8日アシスタントとして出演。

### 舞台
- いきるきっかけ（神保町花月、2009年7月28日 - 8月2日）

### ライブ
- お笑いライブ「TEPPEN」
- 「NEwfacEガールズ」（渋谷∞ホール　2010年6月5日）
- 新ネタバトル!Bリーグ（不定期）